# Jowharan
Jowharan (em persa: جوهران, também romanizado como Jowharān; também conhecida como Joharānjey) é uma aldeia do Distrito Rural de Jey, no Distrito Central do condado e província de Ispaão, no Irão. No censo de 2006, sua população era de 253 habitantes, em 65 famílias.